# تشارلز إم. إغان
تشارلز إم. إغان هو سياسي أمريكي، ولد في 21 سبتمبر 1877 في جيرسي سيتي في الولايات المتحدة، وتوفي بنفس المكان في 14 نوفمبر 1955. انتخب عضو مجلس ولاية نيوجيرسي ‏ وانتخب عضو جمعية نيوجيرسي العامة ‏.